# Séisme de 1960 à Valdivia
Le séisme de 1960 à Valdivia est un mégaséisme qui a eu lieu le 22 mai 1960 à 19 h 11 UTC. Sa magnitude, la plus élevée jamais enregistrée, a été estimée à 9,5. Son épicentre était situé dans le sud du Chili, près de Lumaco, à environ 744 kilomètres au sud de Santiago.

## Caractéristiques

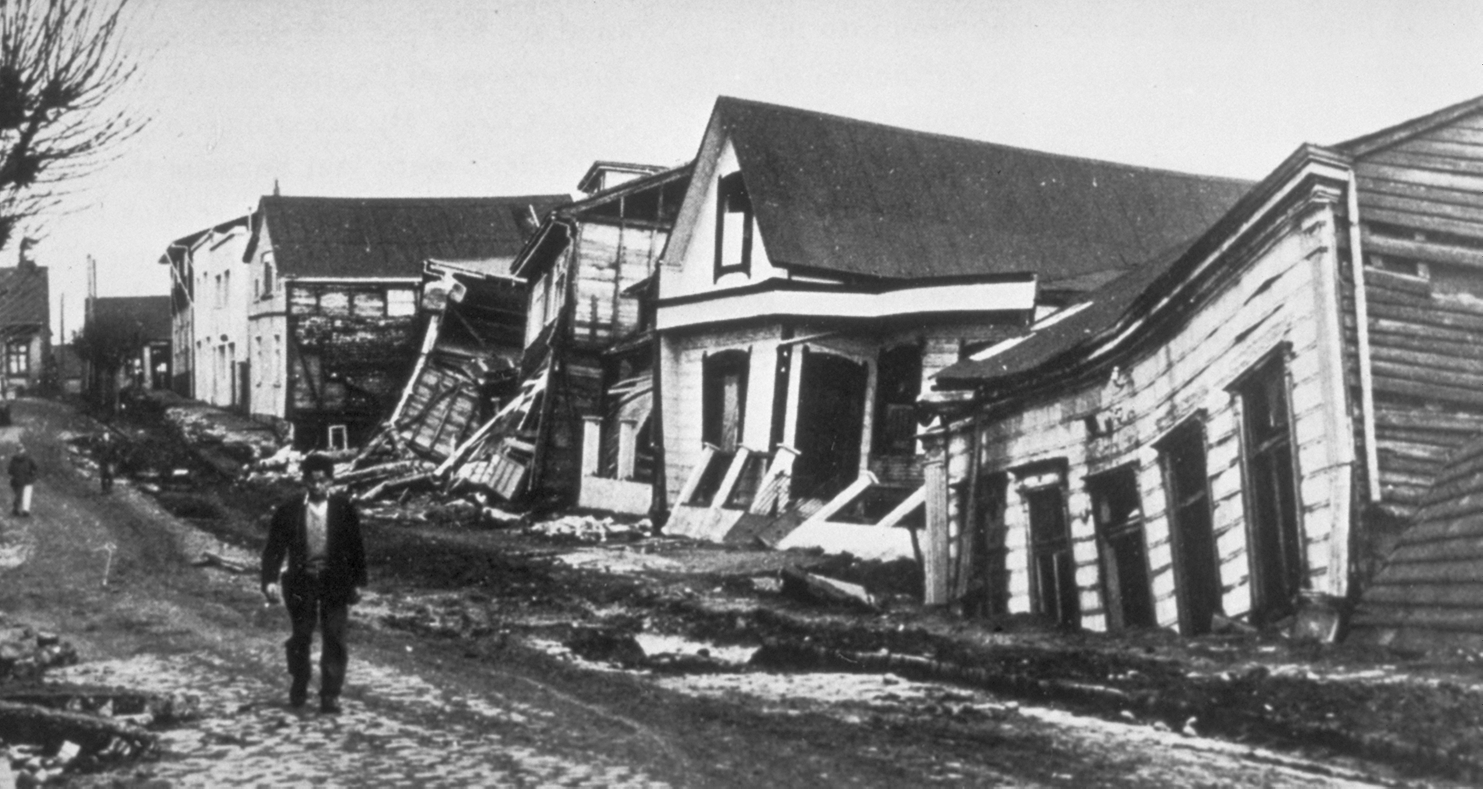
Rue de Valdivia après le tremblement de terre.

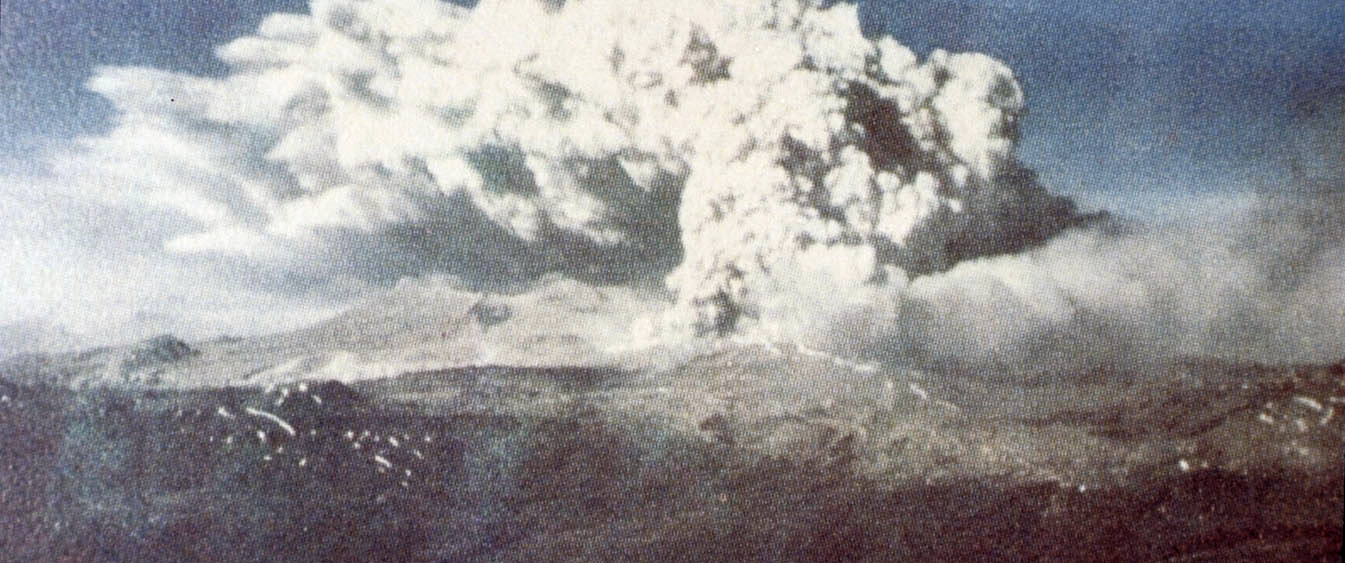
Éruption du Cordón Caulle quelques jours après la principale secousse.

Ce séisme, qui avait été précédé par une série de tremblements de terre au nord de l'épicentre (le séisme de Concepción), a été provoqué par le glissement de la plaque de Nazca d'environ dix-huit mètres sous le bloc de Chiloé et, possiblement, sous une très petite partie de la plaque sud-américaine.
La modification ainsi provoquée du plancher océanique, qui s'est élevé de plus de six mètres à cet endroit, a créé un tsunami qui a immédiatement dévasté la côte chilienne.

## Conséquences du séisme de Valdivia

### Tsunami
Le tsunami a parcouru l'océan Pacifique et a atteint, 15 heures après, Hilo à Hawaï à plus de 10 000 kilomètres de l'épicentre, où il a fait des dégâts considérables avec des vagues de dix à douze mètres de hauteur et causé la mort de 61 personnes. Il a poursuivi son trajet destructeur à travers tout l'océan Pacifique jusqu'aux côtes du Japon, y causant 138 décès, de la Nouvelle-Zélande, des Samoa, des Philippines et des îles Marquises.
À la suite de ce tremblement de terre, de nombreuses modifications de la région côtière du Chili ont été observées par les populations locales. Au total, la combinaison entre tremblement de terre et tsunami a causé environ 3 000à 6 000 morts et deux millions de sans-abri, principalement au Chili.

### Éruption volcanique
Le 24 mai 1960, deux jours après le tremblement de terre de Valdivia, le volcan Cordón Caulle entre en éruption après 26 ans d'inactivité. En un peu plus de deux mois, 200 millions de mètres cubes de lave sont émis sous forme de coulées de lave et 60 millions de mètres cubes de téphras sont éjectés dans l'atmosphère. La région étant quasi déserte, l'éruption n'a fait aucun dégât ni aucune victime.